# 龍馬裁判
『龍馬裁判』（りょうまさいばん）は、2017年の日本の映画。作家：加治将一の初監督作品。

## 作品概要
作家：加治将一が監督＆脚本を手掛ける裁判方式のオリジナルドラマ。主人公は加治将一の代表作『幕末 維新の暗号』にも登場する歴史小説家・望月真司。本作品は現代の法廷が舞台となっているが、被告証人として歴史上の人物（近藤勇、今井信郎、谷干城・・・）や坂本龍馬、中岡慎太郎が登場し龍馬暗殺の真犯人を特定していく。

## ストーリー
「龍馬暗殺の真犯人は誰か？」世の中の定説に疑問を抱く歴史小説家・望月真司。対するは歴史取り締まり検事・吉本。真犯人を追及するべく裁判が開廷。龍馬暗殺時に現場にいた井口新助の尋問に始まり、続いて近藤勇、「我こそ犯人だ」という今井信夫、そして谷干城。 尋問内容から徐々に矛盾点を見つけ出す望月。そして望月と対峙する吉本検事。裁判が進むにつれ150年もの間騙し続けていた単純なトリックが崩れていく。

## キャスト
- 望月真司 - 有働剛
- 吉本検事 - 稲荷卓央
- 今井信郎 - 三上哲
- 近藤勇 - 松本昇大
- 谷干城 - 水石亜飛夢
- 井口新助 - 中澤隆範
- 永井尚志 - 中倉健太郎
- 陸奥宗光 - 花田裕二郎
- 坂本龍馬 - 加藤宏章
- 中岡慎太郎 - 川村朋栄
- 藤吉 - 森亮司
- アシスタント - 菅沼美咲
- 侍 - 若林秀敏
- 街人 - 大岡彩乃
- 裁判官 - 加治将一
- ナレーター - Ai

## スタッフ
- プロデューサー/監督/脚本 - 加治将一
- 制作プロデューサー/監督補 - さいばひでおみ
- 撮影監督 - 吉田誠
- アカウントプロデューサー - 大竹淳夫
- キャスティングプロデューサー - 片桐　豊
- 撮影 - 森山弘喜・葛原圭人
- 音声 - 稲見勝
- VE - 高井祐二・井澤賢博・深野千穂
- AP - 宮崎温子
- AD - 坂本崇徳
- アートディレクター - 合田和人(D-GO)
- ヘアメイク - 長橋ゆきえ(D-GO)・MOMO(D-GO)
- スタイリスト - 黒田深香・那須千賀
- 小道具 - 金徳桃香
- 美術 - 足立雄一
- 編集 - Cyber Magic Editor
- MA - Cyber Sound Editor
- 衣裳協力 - 金子澄世・オートクチュール 株式会社コスタブランカ
- 宣伝協力 - ㈱トリプルオー・石本クリエイティブスタジオ
- 協力 - ネクシード株式会社
- 特別協力 - 後藤博一（株式会社エンレボリューション）
- 企画制作 - 有限会社トータルセルフ
- 製作プロダクション - GVjpプロダクツ株式会社

## 関連作品
- 加治将一著『龍馬を守った新撰組 禁断の幕末維新史』ISBN 9784864700757
- 加治将一著・望月真司シリーズ（幕末三部作）
  1. 『幕末 維新の暗号』ISBN 9784396614294
  2. 『西郷の貌』ISBN 9784396316761
  3. 『幕末 戦慄の絆』ISBN 9784396316907